# Bataille de Paya
Pour les articles homonymes, voir Paya.
Guerre d'indépendance de la Colombie
Batailles
m
Première république (1810-1815)
- Bajo Palacé
- Magdalena
- Admirable
- Guerre Civile
- Nariño dans le Sud
- Río Palo
- Tolú

Reconquête espagnole (1815-1819)
- Carthagène des Indes
- Cachirí
- Cuchilla del Tambo
- La Plata
- Régime de terreur

Campagne libératrice (1819)
- Paya
- Passage des Andes
- Corrales
- Gámeza
- Pantano de Vargas
- Boyacá

Grande Colombie (1819-1824)
- Campagne fluviale et navale
- Campagne de Pasto

La bataille de Paya ou des Thermopyles de Paya ou du Fort de Paya, est le premier affrontement de la Campagne libératrice de la Nouvelle-Grenade, livrée le 27 juin 1819 aux abords de Paya, dans l'actuel département de Boyacá.

## Déroulement
Le colonel Antonio Arredondo est mandaté par Simón Bolívar pour prendre la ville et le chemin qui permet de traverser le páramo de Pisba et marcher sur Tunja et Bogota.
La troupe de 600 soldats, prend la tranchée qui protégeait la ville et le chemin par trois fronts, mettant en fuite la petite troupe royaliste en direction de Labranzagrande.

## Hommage
L'hymne national de la Colombie, dans sa neuvième strophe, dédie les premiers vers à cette bataille :